# 埃卢瓦
埃卢瓦（法語：Éloyes，法語發音：[elwa] ⓘ）是法国大東部大區孚日省的一个市镇，属于埃皮纳勒区。

## 地理
埃卢瓦（48°5'45"N, 6°36'34"E）面积12.51 平方千米，位于法国大東部大區孚日省，该省份为法国东北部内陆省份，北起默兹省和默尔特-摩泽尔省，西接上马恩省，南至上索恩省和贝尔福地区省，东临上莱茵省和下莱茵省。
与埃卢瓦接壤的市镇（或旧市镇、城区）包括：雅梅尼勒、普克瑟、圣艾蒂安-莱勒米尔蒙、圣纳博尔、唐东、沙蒙塔吕。

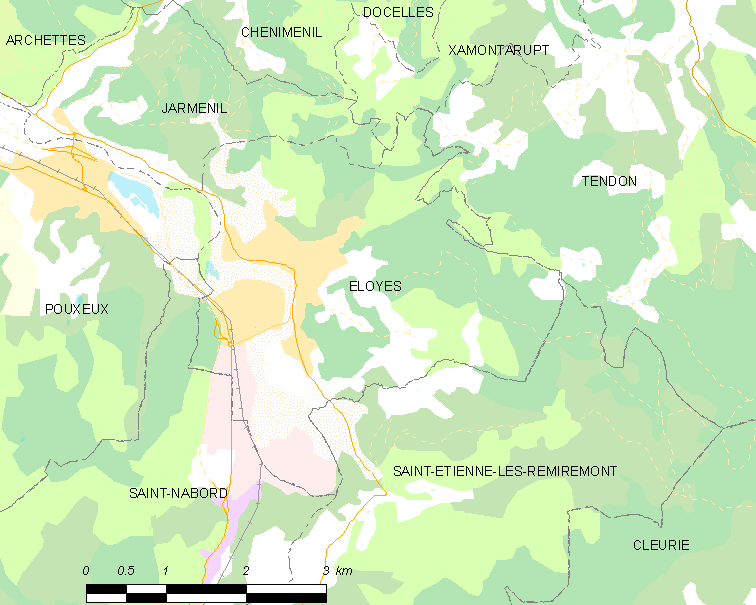
埃卢瓦的OSM定位图

埃卢瓦的时区为UTC+01:00、UTC+02:00（夏令时）。

## 行政
埃卢瓦的邮政编码为88510，INSEE市镇编码为88158。

## 政治
埃卢瓦所属的省级选区为勒米尔蒙县。

## 人口

1962-2008年间埃卢瓦人口变化图示

埃卢瓦于2022年1月1日时的人口数量为3117人。